# Królowa przedmieścia (wodewil)
Królowa Przedmieścia – wodewil autorstwa Konstantego Krumłowskiego, wystawiony po raz pierwszy w 1898 r. w teatrzyku „Pod Słońcem”, mieszczącym się w Parku Krakowskim. Utwór ten przyniósł autorowi olbrzymią sławę. Żadna jego późniejsza sztuka nie odbiła się już tak szerokim echem. Z teatru „Pod Słońcem” przeniesiona została na deski Teatru Ludowego przy ul. Krowoderskiej w Krakowie.
Premiera sztuki miała miejsce 22 lipca 1898 r. Reżyserem był Julian Szelągowski, muzykę skomponował Władysław Powiadowski. W roli Mani wystąpiła Anna Bertoletti, Antka zagrał Konrad Ankiewicz, Majcherka – Tadeusz Pol, Kantka – Jerzy Jerzyński, Maciejową – Teofila Józefowiczowa. Ponadto wystąpili: Wacław Dolski, Jan Czapski, Wacław Nynkowski, Piotr Hryniewicz, Aleksandra Ziemkiewicz i Julian Szelągowski, reżyser. W przedstawieniu kilkukrotnie wystąpił sam Krumłowski (w roli Edwarda). Popularność sztuki przeszła najśmielsze oczekiwania i w ciągu dwóch miesięcy spektakl grano ponad 50 razy.
Boy-Żeleński pisał:

Sztuka zrobiła się modna, chodzili na nią wszyscy. Zrobił się z tego istny szport, jak się wówczas mówiło. Jeden z młodych literatów, Konrad Rakowski był na Królowej Przedmieścia coś ze 40 razy, umiał ją całą na pamięć i recytował przy każdej sposobności, stąd do dzisiaj pamiętam całe strofy ówczesnych kupletów. Kiedy w owej właśnie dobie Przybyszewski zjechał do Polski, poznanie jego z młodym Krakowem – jak je opisuję w Moich współczesnych – odbyło się na Królowej Przedmieścia. I "Stach" także zaczął co dzień chodzić na tę sztukę, a do jednego z grających w niej aktorów, młodego suchotnika Ankiewicza, tak się zapalił, że przez pewien czas wodził go ze sobą, zaśmiewając się z jego opowiadań.

Inny krakowianin, Adolf Nowaczyński, pisał:

Tegoż dnia wczesnym wieczorem byliśmy in gremio, w komplecie, w Parku Krakowskim na... Królowej Przedmieścia, wodewilu ze śpiewami, tańcami i kupletami. Przybysz się pobeczał. Sztukę uznał za arcydzieło, głębokie, przedziwnie przepaściste i takie ci słowiańskie, prasłowiańskie, wysoko ciągnięte... Ten nikczemny Strindberg nigdy ci bracie czegoś lepszego nie napisał... Panu Krumłowskiemu niegodzien rzemyka u trzewików rozwiązać.

Królowa Przedmieścia była jedną z najczęściej granych sztuk polskich. Jej olbrzymia popularność wśród Polaków skutkowała równoległym zainteresowaniem Polonii, stąd wystawianie Królowej w Stanach Zjednoczonych, a nawet Japonii. Dla Polski w dobie dwudziestolecia międzywojennego i doby PRL-u przywrócił Królową... Leon Schiller. Dokonał nowej adaptacji, uwspółcześnił, umuzykalnił. Dzięki Schillerowi Królowa... stała się znowu modnym wodewilem.
- Prapremiera (wersji Schillerowskiej): w reż. Leona Schillera 24 czerwca 1931 roku w Teatrze Miejskim we Lwowie.

Oprac. muz. wodewilu Jakub Mund. W obsadzie znaleźli się: Dobiesław Damięcki, Jan Guttner, Władysław Krasnowiecki, Władysław Ratschka, Jacek Woszczerowicz i in. Schiller wystawił 3 krotnie Królową przedmieścia przed wojną – we Lwowie i Krakowie. Następnie w opracowaniu dramatycznym Schillera wystawił m.in. w 1946 r. w Teatrze Nowym w Poznaniu Stanisław Płonka-Fiszer (pod kier. muz. Wiktora Buchwalda).

## Inne realizacje[4]
- 1960 – Teatr Polskiego Radia – słuchowisko radiowe wg wodewilu w oprac. muz. Tadeusza Kierskiego, wg adaptacji Jerzego Rakowieckiego i Jerzego Wittlina.
- W tejże wersji (Rakowieckiego i Wittlina) w r. 1996 wystawił Teatr Syrena w Warszawie w reż. Barbary Borys—Damięckiej, pod kier. muz. Czesława Majewskiego.
- 2001 – Wodewil Konstantego Krumłowskiego (wg pierwotnej adaptacji Leona Schillera), reż. Mieczysław Grąbek, oprac. muz. Jerzy Kluzowicz – Teatr Ludowy Kraków – Nowa Huta.

## Akcja utworu
Akcja rozgrywa się w podkrakowskim Zwierzyńcu. Główną bohaterką jest piękna dziewczyna, Mania. Sierota, pracując i żyjąc uczciwie, pokochała swoją wieś i nie wyobraża sobie życia gdzie indziej. Tymczasem po Zwierzyńcu kręcą się panowie z miasta – Zygmunt i Zagórny. Zygmunt jest zakochany w Mani, ale nie wie, gdzie ona mieszka. Zobaczył ją bowiem tylko w kościele i śledził, aż znikła mu z oczu. W gminie urzędują Marcin i Majcherek. Powodowani zazdrością o popularność Mani oraz jej urodą (Majcherek bezskutecznie stara się o jej rękę), knują chytry spisek, mający na celu wyrzucenie dziewczyny z gminy. Wykazując jej brak urzędowych legitymacji oraz oskarżając bezpodstawnie o pasożytnictwo, zmuszają Manię do opuszczenia gminy.
Mania, pozbawiona dachu nad głową i zmuszona do opuszczenia ukochanego Zwierzyńca, zamieszkuje u pani Maciejowej na Czarnej Wsi (obecnie część Krakowa), gdzie za pracę ma jedzenie i dach nad głową. Jednocześnie Zygmunt nie ustaje w zalotach, ale odtrącony z powodu miejskiego pochodzenia, pomaga dziewczynie skrycie, dając pieniądze Maciejowej na utrzymanie. Zarówno Zygmunt, jak i Majcherek zostają przez Manię odtrąceni. Jeden z powodu urodzenia, drugi za złośliwość i przekręty. Zygmunt poznaje mec. Złotogórskiego, który obiecuje zająć się i wnikliwie przestudiować sprawę Mani i w końcu udaje mu się wytknąć władzom gminnym nadużycia. Zakochany w dziewczynie Zygmunt postanawia zaciągnąć się jako flisak do pracy na Wiśle, by zatrzeć skojarzenie z „mieszczuchem” i tym daje dowód swojej miłości do Mani. Ta, urzeczona poświęceniem amanta, wreszcie otwiera dla niego swoje serce. Uposażeni przez mec. Zagórskiego w pieniądze na nową drogę życia, obiecują dać na zapowiedzi.